# Actinotaenium curtum
Actinotaenium curtum  là một loài Song tinh tảo trong họ Desmidiaceae, thuộc chi Actinotaenium.